# Santa Maria della Pietà al Colosseo
Santa Maria della Pietà al Colosseo (pol. Kościół Matki Bożej Pobożnej w Koloseum) – katolickie miejsce kultu znajdujące się we wnętrzu rzymskiego Koloseum, w rione Celio.
Niewielki kościół zajmuje przestrzeń pod jedną z arkad starożytnego Amfiteatru Flawiuszów. Edykuła istniała już w tym samym miejscu w czasach papieża Pawła IV w XVI wieku. Zaułek służył najpierw jako garderoba dla aktorów wystawiających w amfiteatrze pasję Chrystusa. W 1622 pomieszczenie przejęła jedna z konfraterni. Po przerobieniu jej na cele kultu, w oratorium zamieszkał eremita i był utrzymywany jako strażnik miejsca. Kościół należał do konfraterni do 1936. W 1955 opiekę nad świątynią powierzono stowarzyszeniu Circolo di San Pietro (wł. Krąg św. Piotra). W kościele odprawiane są msze święte w każdą sobotę i niedzielę. W głównym ołtarzu kościoła znajduje się płaskorzeźba przedstawiająca Matkę Bożą Bolesną. W 1983 kościół odwiedził Jan Paweł II.